# Heiner Wegesin
Heiner Wegesin (* 1953) ist ein deutscher Verwaltungsjurist. Er war von 2000 bis 2004 Chef des Verfassungsschutzes Brandenburg.

## Leben
Heiner Wegesin begann 1974 mit dem Studium der Rechtswissenschaften an der Universität Bonn. 1975 wurde er Mitglied der katholischen Studentenverbindung KDStV Bavaria Bonn. Für die Bundesvereinigung der Deutschen Arbeitgeberverbände war er als Referent tätig. Wegesin wirkte in der CDU/CSU-Bundestagsfraktion.

Ab 1988 arbeitete er unter Helmut Kohl für das Bundesamt für Verfassungsschutz und ab 1994 im Bundeskanzleramt als Referent, dann in der Position eines Referatsleiters und als Sicherheits- und Geheimschutzbeauftragter. Von Anfang 2000 bis Ende 2004 war Wegesin Leiter des Landesamtes für Verfassungsschutz Brandenburg. Laut Tagesspiegel handelte es sich um einen „unfreiwilligen Abschied vom märkischen Geheimdienst“, als Brandenburgs Innenminister Jörg Schönbohm ihn „überraschend“ in den Ruhestand schickte. Vom Frühjahr 2006 bis zum Juli 2011 war er Leiter der Abteilung Internationaler Terrorismus und Organisierte Kriminalität (AL5) beim Bundesnachrichtendienst, während der Tätigkeit äußerte er u. a. folgenden markanten Satz: 

„Der Gegner von heute bewegt sich schnell und uneinschätzbar, deshalb müssen wir schneller sein.“

Die Tageszeitung Die Welt behauptet, gemeinsam mit Geheimdienstkoordinator Günter Heiß habe Wegesin exemplarisch für einen modernen, seriösen BND gestanden. Er sei weltoffen, kenne sich gut im Al-Qaida-Geflecht aus und habe Mitarbeiter um sich geschart, die den globalen Kulturkampf zwischen dem Westen und dem Islam begreifen. Nach Angaben der Wochenzeitung der Freitag wurde Wegesin 2011 von der Abteilungsleitung entbunden „weil sich auf seinem Dienstcomputer Fotos finden, die da nicht hingehörten“.
Wegesin ist Mitglied der CDU.